# Akhtar Mansour
Mullā Akhtar Mohammad Mansour (pashtu: اختر محمد منصور; Band-e-Taimoor, 1963-1965 circa – Ahmad Wal, 21 maggio 2016) è stato un politico afghano, guida suprema dei talebani dal 29 luglio del 2015 (succedendo al mullah Omar) al 21 maggio del 2016.
Il 21 maggio del 2016 è stato ucciso nel corso di un attacco condotto da un drone militare statunitense. Mansour era a bordo di un veicolo in transito dall'Iran al Pakistan.